# Stella Mbachu
Stella Mbachu (16 de abril de 1978) é uma futebolista nigeriana que atua como defensora.

## Carreira
Stella Mbachu integrou o elenco da Seleção Nigeriana de Futebol Feminino, nas Olimpíadas de 2000, 2004 e 2008. 